# Selank
Selank (tiếng Nga: Cелнак) là một loại thuốc dựa trên peptide nootropic, giải lo âu được phát triển bởi Viện Di truyền học phân tử thuộc Viện Hàn lâm Khoa học Nga. Selank là một heptapeptide với trình tự Thr-Lys-Pro-Arg-Pro-Gly-Pro. Nó là một chất tương tự tổng hợp của turaftin của con người.

## Dược lý
Selank là một chất tương tự tổng hợp của turaftin điều hòa miễn dịch; như vậy, nó bắt chước nhiều hiệu ứng của nó. Nó đã được chứng minh là điều chỉnh biểu hiện của Interleukin-6 (IL-6) và ảnh hưởng đến sự cân bằng của các cytokine tế bào trợ giúp T. Nó đã được chứng minh là có ảnh hưởng đến nồng độ của các chất dẫn truyền thần kinh monoamin  và gây ra sự chuyển hóa serotonin. Selank cũng đã được tìm thấy để nhanh chóng nâng cao biểu hiện của yếu tố thần kinh có nguồn gốc từ não (BDNF) trong vùng đồi thị của chuột.
Selank, cũng như một loại thuốc peptide có liên quan, Semax, đã được tìm thấy để ức chế các enzyme liên quan đến sự thoái hóa của enkephalin và các peptide điều hòa nội sinh khác, và hành động này có thể liên quan đến tác dụng của chúng. Nó cũng đã được tìm thấy ảnh hưởng đến hoạt động của carboxypeptidase H và phenylmethylsulfonylfluoride-inhibited carboxypeptidase trong mô hệ thống thần kinh chuột.
Selank đã được tìm thấy để tạo ra các hiệu ứng giống như thuốc chống trầm cảm trong các mô hình động vật của bệnh trầm cảm và anhedonia.

## Các thử nghiệm lâm sàng
Trong các thử nghiệm lâm sàng, loại thuốc này đã cho thấy có tác dụng nootropic và giải lo âu bền vững, rất hữu ích trong điều trị rối loạn lo âu tổng quát (GAD). Selank có một lợi thế so với các phương pháp điều trị lo âu truyền thống, chẳng hạn như các thuốc benzodiazepin, vì nó không có tác dụng phụ là nhận thức an thần hoặc tiêu cực và không có vấn đề nghiện hoặc cai nghiện liên quan.
Selank có liên quan chặt chẽ với một loại thuốc nootropic khác, Semax, cũng được phát triển bởi Viện Di truyền phân tử ở Nga. Thuốc này hiện đang có sẵn trong các hiệu thuốc tại Nga và Ukraine.
Như với tất cả các peptide đông khô, nó cần làm lạnh để duy trì ổn định trong các dung dịch nước vô trùng, chẳng hạn như nồng độ nước kìm khuẩn.